# Байганіно
Байга́ніно (рос. Байганино) — присілок у складі Альменєвського округу Курганської області, Росія.
Населення — 192 особи (2010, 200 у 2002).
Національний склад станом на 2002 рік:
- башкири — 90 %